# Plaza de Toros San Roque
Plaza de Toros San Roque är en amfiteater i Spanien.   Den ligger i provinsen Provincia de Cádiz och regionen Andalusien, i den södra delen av landet, 500 km söder om huvudstaden Madrid. Plaza de Toros San Roque ligger 74 meter över havet.
Terrängen runt Plaza de Toros San Roque är kuperad söderut, men norrut är den platt. Havet är nära Plaza de Toros San Roque söderut.  Närmaste större samhälle är Algeciras, 10,0 km sydväst om Plaza de Toros San Roque. 